# Gräfenwarth
Gräfenwarth ist ein Ortsteil von Schleiz im Saale-Orla-Kreis im Thüringer Vogtland. Der Ort hat etwa 330 Einwohner.

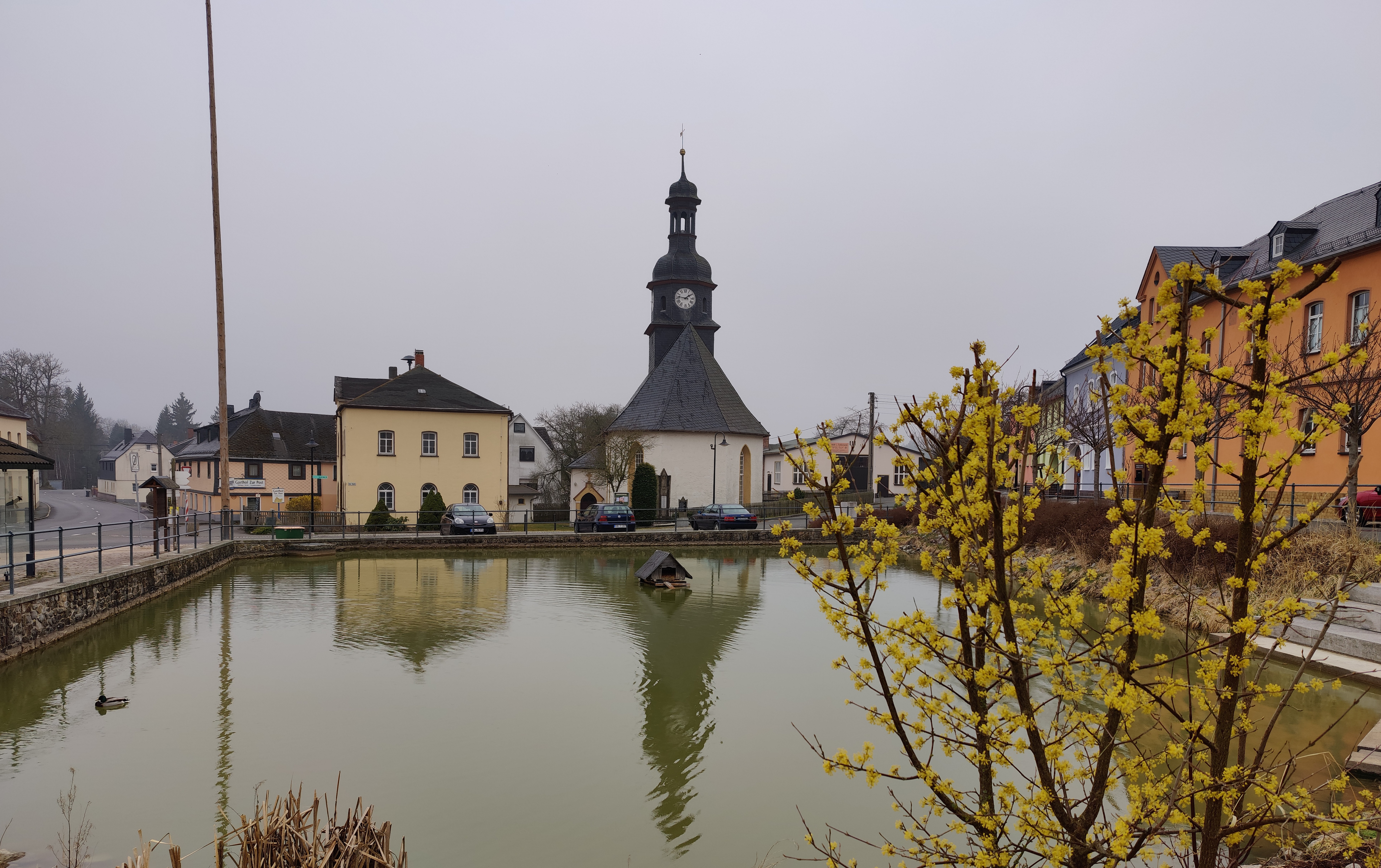
Ortsmitte mit Dorfteich und Kirche (2022)

## Geografie
Der Ort liegt am Rande des Thüringer Schiefergebirges rund acht Kilometer östlich der Kernstadt von Schleiz am Ufer des größten Stausees Deutschlands, der Bleilochtalsperre. Am jenseitigen Talsperrenufer mündet die Wettera in die Saale.

## Geschichte
Die Ortschaft „Gräfenwarth“ wurde im Jahr 1325 erstmals urkundlich genannt. Der Ortsname variierte dabei von „Grevenwart“ über „Grevenwarte“ bis zu „Grefinwartt“. Der Name bezieht sich wohl auf die Warte eines Grafen. Die Sage berichtet jedoch von einer vor ihrem Gatten fliehenden Gräfin, der ihr an dieser Stelle ein „Gräfin warte!“ nachgerufen haben soll.
Im August 1993 wurde in Gräfenwarth ein Bürgerentscheid über die Eingemeindung nach Schleiz oder Saalburg durchgeführt. 88,16 Prozent entschieden sich für Schleiz. Am 4. Juni 1996 wurde der Ort in die Kreisstadt Schleiz eingegliedert.

## Sehenswürdigkeiten
- Kirche St. Martin (Gräfenwarth)

## Wirtschaft und Tourismus
Gräfenwarth liegt an der L 1095 und ist an die Buslinie 610 von Schleiz nach Bad Lobenstein angeschlossen. Der Ort hatte von 1930 bis 1996 einen Bahnhof an der Bahnstrecke Schleiz–Saalburg. Von diesem zweigte zwischen 1930 und 1967 eine Stichbahn zur Sperrmauer der Bleilochtalsperre ab, auf der bis 1939 im Personenverkehr zusätzlich die Haltestelle Gräfenwarth und der Bahnhof Gräfenwarth Sperrmauer bedient wurden. Das Gastgewerbe ist gut ausgebaut und die Umgebung touristisch erschlossen. Um Gräfenwarth gibt es fünf ausgeschilderte Wanderrouten, die vom örtlichen Heimatverein gepflegt werden. Der Bleilochstausee bietet Möglichkeiten zum Wassersport und es existiert eine Fahrgastschifffahrt.

## Persönlichkeiten
- Johann Nicolaus Niclas (1733–1808) wurde in Gräfenwarth geboren und später Rektor der Michaelisschule in Lüneburg.
- Manfred von Brauchitsch (1905–2003) führte nach dem Zweiten Weltkrieg bis zu seinem Tode hier ein zurückgezogenes Leben.
- Manfred Becher (* 1939), Politiker (DBD) und LPG-Vorsitzender